# Nasry Asfura
Nasry Juan Asfura Zablah, né le 8 juin 1958 à Tegucigalpa, est un homme politique, ingénieur et homme d'affaires hondurien, maire de Tegucigalpa de 2014 à 2022.

## Biographie
Nasry Asfura est né le 8 juin 1958 à Tegucigalpa de parents réfugiés palestiniens.

### Carrière politique

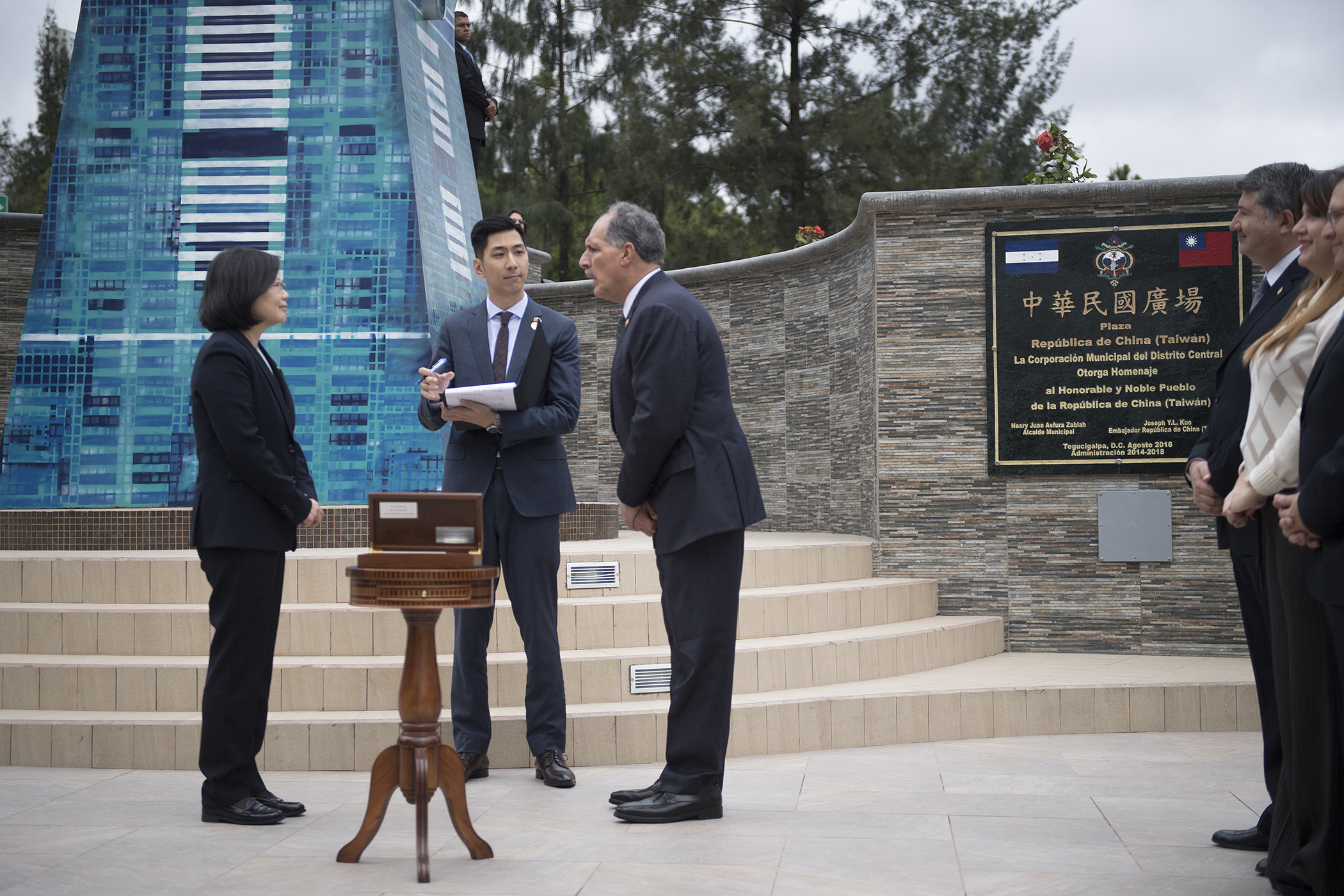
Asfura recevant une délégation de Taïwan à Tegucigalpa en 2017.

Membre du Parti national du Honduras, il a été député pour le département de Francisco Morazán au congrès national du Honduras. En novembre 2013, il est élu maire de Tegucigalpa et succède à Ricardo Álvarez le 25 janvier 2014. Il est réélu pour un deuxième mandat en novembre 2017.
Il est le candidat présidentiel du Parti national aux élections générales de 2021. Il fait campagne en attaquant la candidate de gauche Xiomara Castro sur ses positions en faveur de la légalisation de l'avortement et du mariage homosexuel, impopulaires dans un pays où la religion exerce une influence importante, et en la décrivant comme une communiste.

### Controverses
Il est inculpé par la justice hondurienne en 2020 pour détournement de fonds publics et blanchiment d'argent, étant accusé d'avoir détourné à son profit plus de 28 millions de lempiras. La justice saisit neuf propriétés immobilières et trois entreprises lui appartenant.
En octobre 2021, son nom est cité dans les Pandora Papers.